# Désir d'insolence
Albums de Jeanne Mas
Jeanne Mas et les égoïstes Je vous aime ainsi
Désir d'insolence est le septième album de Jeanne Mas sorti en octobre 2000 chez XIII Bis Records.

## Titres
1. Désir d'insolence (J. Mas)
2. Comme nous sommes (J. Mas)
3. Paul et le paradis (J. Mas)
4. X-tra-ordinaire (J. Mas)
5. Chanson d'automne (Paul Verlaine / J. Mas)
6. Innocence d'aimer (J. Mas)
7. Le Pont Mirabeau (Guillaume Apollinaire / J. Mas)
8. Pas faire ce qu'il faut (J. Mas / M. Rodier)
9. Pas grandi (J. Mas)
10. Le Sens des affaires (J. Mas)
11. Suzan s'en va (J. Mas / J. Mas - M. Rodier)
12. Le monde change (J. Mas / J. Mas - V. Nyoung)
13. Sauvez-moi (J. Mas / Romano Musumarra - R. Zaneli)
14. La Mort du loup (Alfred de Vigny / J. Mas)

## Crédits
- Programmation, production : Jeanne Mas
- Guitares : Manu Rodier
- Basse : Christophe Victor
- Rappeur : Scalo
- Batterie : Frank Ridaker
- Enregistrement : Studio Twin, Paris
- Ingénieur du son : Kenneth Ploquin
- Assistant : Olivier Gros
- Mastering : André Perriat chez Top Master

## Clip
• Désir d'insolence